# إريك أونوريه
إريك أونوريه (بالنرويجية البوكمول: Erik Honoré)‏ هو ملحن ومنتج أسطوانات نرويجي، ولد في 21 أغسطس 1966 في كريستيانساند في النرويج.

## وصلات خارجية
- إريك أونوريه على موقع IMDb (الإنجليزية)
- إريك أونوريه على موقع ميوزك برينز (الإنجليزية)
- إريك أونوريه على موقع أول ميوزيك (الإنجليزية)
- إريك أونوريه على موقع ديسكوغز (الإنجليزية)

- الموقع الرسمي